# Bruno Brzić
Bruno Brzić (Tuconio, 10 febbraio 1987) è un pallamanista croato con cittadinanza italiana, centrale del Brixen.

## Carriera

### Gli inizi in Italia
Nato a Tuconio, in Dalmazia, all'età di sei anni si trasferisce in Italia con la famiglia, più precisamente a Genova, dove il padre è allenatore. Inizia a giocare nelle giovanili dell'Estense Ferrara.

### Meran, Albatro e Mestrino
Nel 2006 segue il padre che diventa allenatore in Alto Adige e si accasa al Meran. Vi resta fino al termine della stagione 2007-2008, quando la retrocessione del club bianconero lo porta a firmare per l'Albatro Siracusa. Purtroppo però le prestazioni non sono quelle sperate e a gennaio Brzić passa in prestito all'Emmeti Mestrino, in Serie A2

### Girgenti
Per la stagione 2009-2010 Brzić è un nuovo giocatore del Girgenti, squadra neopromossa in Serie A1 (seconda lega all'epoca). Il centrale croato è uno dei leader della squadra siciliana che si piazza all'ottavo posto: piazzamento che non esenta dalla disputa dei playout e che la squadra agrigentina vince nella doppia sfida contro il Romagna, guadagnandosi la salvezza.
A campionato finito Brzić guadagna la cittadinanza italiana, che gli permetterà di giocare in nazionale e di non occupare uno slot per stranieri.

### Teramo
Ad approfittare subito del cambio di status del giocatore è la Teknoelettronica Teramo, che firma Brzić con un biennale. Alla seconda stagione sfonda per la prima volta in carriera il traguardo delle 100 reti in una sola competizione, concludendo il campionato con 103 reti segnate in 24 match.

### Eppan e Carpi
Dopo un breve e fugace ritorno in Alto Adige, questa volta all'Eppan, il 3 dicembre 2012 viene ufficializzato il suo passaggio alla Terraquilia Carpi.

### Junior Fasano
Il 27 giugno 2013 è confermato il suo passaggio alla Junior Fasano. In Puglia vince i primi titoli della sua carriera, vincendo il double nazionale nel 2014, risultando il top scorer nella finale di Coppa Italia contro gli ex compagni del Carpi. La stagione successiva perde lo Scudetto in finale contro il Bolzano e la Supercoppa italiana proprio contro Carpi; ha la soddisfazione però di esordire in Champions League, dove nei preliminari mette a segno 5 reti in due partite.

### I ritorni a Carpi e Siracusa
A distanza di tre anni Brzić fa ritorno a Carpi. Nonostante la squadra sia stata ben allestita non riesce ad imporsi a livello nazionale, venendo eliminata in semifinale sia per la lotta Scudetto che per la Coppa Italia.
Ad ottobre del 2016 viene ingaggiato dall'Albatro Siracusa. L'Albatro disputa una buona stagione ma non riesce a qualificarsi per la post season.

### Brixen e Bozen
Alla fine di luglio 2017 viene ufficializzato il suo passaggio al Brixen, squadra storica e ambiziosa del Girone A. Anche questa stagione sportiva però si rivela avara di risultati, con la squadra che non riesce a qualificarsi per la Coppa Italia (obiettivo minimo annunciato a inizio stagione) ma se non altro riesce a qualificarsi per la stagione 2018-2019, che vedrà la riforma dei campionati.
Per la stagione 2018-2019 si accasa al Bozen, rimpolpando la colonia di italo-croati presenti nel capoluogo altoatesino. Per la seconda volta in carriera vince il double, collezionando Scudetto e Coppa Italia nella stessa stagione.

### Sassari
Il 9 giugno 2019 è ufficiale il suo tesseramento con la neopromossa Raimond Sassari. La prima stagione non riesce a concluderla a causa del blocco dei campionati per il COVID-19.
Il 6 febbraio 2022 vince il suo primo trofeo con i sardi, vincendo la Coppa Italia contro il Conversano. Da capitano alza la Supercoppa italiana 2023 vinta contro i Black Devils. Al termine della stagione 2024-25 chiude la sua esperienza in Sardegna.

### Ritorno a Brixen
A luglio 2025 ritorna in Alto Adige dopo sei anni, con il compito di portare esperienza nella squadra che affronta un percorso di ringiovanimento.

## Palmarès

### Competizioni nazionali
- Campionato italiano di pallamano maschile: 2

Junior Fasano: 2013-14
Bozen: 2018-19
- Coppa Italia (pallamano maschile): 3

Junior Fasano: 2013-14
Bozen: 2018-19
Sassari: 2021-22
- Supercoppa italiana (pallamano maschile): 1

Sassari: 2023

## Statistiche

### Presenze e reti nei club
Statistiche aggiornate al 3 maggio 2025.
| Stagione             | Squadra              | Campionato           | Campionato | Campionato | Coppe nazionali | Coppe nazionali | Coppe nazionali | Coppe continentali | Coppe continentali | Coppe continentali | Altre coppe | Altre coppe | Altre coppe | Totale | Totale |
| Stagione             | Squadra              | Comp                 | Pres       | Reti       | Comp            | Pres            | Reti            | Comp               | Pres               | Reti               | Comp        | Pres        | Reti        | Pres   | Reti   |
| -------------------- | -------------------- | -------------------- | ---------- | ---------- | --------------- | --------------- | --------------- | ------------------ | ------------------ | ------------------ | ----------- | ----------- | ----------- | ------ | ------ |
| 2006-2007            | Meran                | A                    | 24         | 51         | CI+HT           | 1+5             | 0+4             | -                  | -                  | -                  | -           | -           | -           | 30     | 55     |
| 2007-2008            | Meran                | A                    | 25         | 69         | CI+HT           | 3+5             | 11+9            | -                  | -                  | -                  | -           | -           | -           | 33     | 89     |
| Totale Meran         | Totale Meran         | Totale Meran         | 49         | 120        |                 | 14              | 24              |                    | -                  | -                  |             | -           | -           | 63     | 144    |
| 2008- gen. 2009      | Albatro              | A                    | 10         | 17         | CI+HT           | 0+5             | 0+9             | -                  | -                  | -                  | -           | -           | -           | 15     | 26     |
| gen. 2009- giu. 2009 | Emmeti               | A2                   | 12         | 36         | -               | -               | -               | -                  | -                  | -                  | -           | -           | -           | 12     | 36     |
| 2009-2010            | Girgenti             | A1                   | 19         | 92         | -               | -               | -               | -                  | -                  | -                  | -           | -           | -           | 19     | 92     |
| 2010-2011            | Teramo               | A                    | 15         | 66         | CI              | 2               | 12              | -                  | -                  | -                  | -           | -           | -           | 17     | 78     |
| 2011-2012            | Teramo               | A                    | 24         | 103        | CI              | 6               | 34              | -                  | -                  | -                  | -           | -           | -           | 30     | 137    |
| Totale Teramo        | Totale Teramo        | Totale Teramo        | 39         | 169        |                 | 8               | 46              |                    | -                  | -                  |             | -           | -           | 47     | 215    |
| ago. 2012- dic. 2012 | Eppan                | A2                   | 6          | 29         | -               | -               | -               | -                  | -                  | -                  | -           | -           | -           | 6      | 29     |
| 2012-2013            | Carpi                | A                    | 13         | 37         | -               | -               | -               | -                  | -                  | -                  | -           | -           | -           | 13     | 37     |
| 2013-2014            | Junior Fasano        | A                    | 25         | 71         | CI              | 3               | 15              | -                  | -                  | -                  | -           | -           | -           | 28     | 86     |
| 2014-2015            | Junior Fasano        | A                    | 26         | 104        | CI              | 3               | 8               | CL+EHFCup          | 2+2                | 5+8                | SI          | 1           | 3           | 34     | 128    |
| Totale Junior Fasano | Totale Junior Fasano | Totale Junior Fasano | 51         | 175        |                 | 6               | 23              |                    | 4                  | 13                 |             | 1           | 3           | 62     | 214    |
| 2015-2016            | Carpi                | A                    | 25         | 84         | CI              | 3               | 10              | -                  | -                  | -                  | -           | -           | -           | 28     | 94     |
| Totale Carpi         | Totale Carpi         | Totale Carpi         | 28         | 121        |                 | 3               | 10              |                    | -                  | -                  |             | -           | -           | 31     | 131    |
| 2016-2017            | Albatro              | A                    | 18         | 76         | CI              | 3               | 12              | -                  | -                  | -                  | -           | -           | -           | 21     | 88     |
| Totale Albatro       | Totale Albatro       | Totale Albatro       | 28         | 93         |                 | 8               | 21              |                    | -                  | -                  |             | -           | -           | 36     | 114    |
| 2017-2018            | Brixen               | A                    | 28         | 103        | -               | -               | -               | -                  | -                  | -                  | -           | -           | -           | 28     | 103    |
| 2018-2019            | Bozen                | A                    | 31         | 43         | CI              | 3               | 3               | -                  | -                  | -                  | -           | -           | -           | 34     | 46     |
| 2019-2020            | Sassari              | A                    | 19         | 80         | CI              | 1               | 5               | -                  | -                  | -                  | -           | -           | -           | 20     | 85     |
| 2020-2021            | Sassari              | A                    | 27         | 84         | CI              | 3               | 13              | EC                 | 2                  | 6                  | -           | -           | -           | 32     | 103    |
| 2021-2022            | Sassari              | A                    | 23         | 35         | CI              | 3               | 5               | EC                 | 4                  | 14                 | -           | -           | -           | 30     | 54     |
| 2022-2023            | Sassari              | A                    | 31         | 90         | CI              | 1               | 3               | EC                 | 2                  | 3                  | SI          | 1           | 5           | 35     | 101    |
| 2023-2024            | Sassari              | A                    | 25         | 47         | CI              | 1               | 6               | EC                 | 2                  | 4                  | SI          | 2           | 5           | 30     | 62     |
| 2024-2025            | Sassari              | A                    | 26         | 48         | CI              | 1               | 2               | EC                 | 4                  | 7                  | -           | -           | -           | 31     | 57     |
| Totale Sassari       | Totale Sassari       | Totale Sassari       | 151        | 384        |                 | 10              | 34              |                    | 14                 | 34                 |             | 3           | 10          | 178    | 462    |
| 2025-2026            | Brixen               | A                    | 0          | 0          | -               | -               | -               | -                  | -                  | -                  | -           | -           | -           | 0      | 0      |
| Totale Brixen        | Totale Brixen        | Totale Brixen        | 28         | 103        |                 | 0               | 0               |                    | 0                  | 0                  |             | 0           | 0           | 28     | 103    |
| Totale carriera      | Totale carriera      | Totale carriera      | 442        | 1365       |                 | 52              | 161             |                    | 18                 | 37                 |             | 4           | 13          | 516    | 1576   |

### Cronologia, presenze e reti in nazionale
Aggiornato al 16 gennaio 2016
| Data       | Città            | In casa   | Risultato | Ospiti  | Competizione        | Reti |
| ---------- | ---------------- | --------- | --------- | ------- | ------------------- | ---- |
| 06-01-2016 | Trieste          | Italia    | 27-40     | Austria | Qual. Mondiali 2017 | 1    |
| 09-01-2016 | Maria Enzersdorf | Austria   | 30-19     | Italia  | Qual. Mondiali 2017 | 2    |
| 13-01-2016 | Vantaa           | Finlandia | 26-25     | Italia  | Qual. Mondiali 2017 |      |
| 16-01-2016 | Conversano       | Italia    | 28-30     | Romania | Qual. Mondiali 2017 |      |
| Totale     |                  | Presenze  | 4         |         | Reti                | 3    |